# محلجة
محلجة (بالفارسية: مهلچه) (بالإنجليزية: Mahlacheh)‏، قرية في ناحية عوض (بالفارسية: بخش اوز)، قسم فيشور الريفي، مقاطعة لارستان، محافظة فارس، إيران. يبلغ عدد سكانها حسب إحصاء عام 2006 ميلادية 642 نسمة في 110 عائلة. وهم من أهل السنة والجماعة وعلى المذهب الشافعي.